# Bagrus docmak
Bagrus docmak és una espècie de peix de la família dels bàgrids i de l'ordre dels siluriformes.

## Morfologia
Els mascles poden assolir els 127 cm de longitud total.

## Distribució geogràfica
Es troba a Àfrica: rius Nil, Níger i Senegal, i conca del llac Txad.